# Aradinae
Aradinae es una subfamilia de insectos en la familia Aradidae. Existen por lo menos 90 especies descriptas en Aradinae.

## Género
- Aradus Fabricius, 1803